# Methylococcales
Ordre
Les Methylococcales sont un ordre de bactéries à Gram négatif de la classe des Gammaproteobacteria, de forme variable (bacilles ou cocci). Son nom provient du genre Methylococcus qui est le genre type de cet ordre.

## Liste de familles
Selon la LPSN (8 novembre 2022) :
- Methylococcaceae Whittenbury & Krieg 1984
- Methylothermaceae Hirayama et al. 2019